# Сонет тріолетно-октавний
Сонет тріолетно-октавний — вірш Федора Сологуба, датований 19 липня 1920 року. 
Є експериментом в області строфіки: перші вісім віршів тексту складають тріолет, завершальні вісім віршів — октаву (сьома і восьма рядки, таким чином, входять й в тріолет, і в октаву), а 14-рядкове ціле є сонет ом англійського (шекспірівського) типу (три катрена й завершальний двовірш). «Сонет тріолетно-октавний» — пізній прояв постійного інтересу Сологуба до твердих форм взагалі та до триолету особливо.

## Текст
Сходить мила прохолода,

В саду не ворухнеться лист,

Простір за Волгою ніжно-імлистий

Сходить мила прохолода

У сутінках саду, що задрімав,

Де повітря солодко-запашне.

Сходить мила прохолода,

В саду не ворухнеться лист.

В душі змиряється прикрість,

І знову образ життя чистий,

І знову душа безтурботно рада,

Неначе солов'їний свист

Звучить в нерукотворному храмі,

Переможно коливаючи стяг.